# Paroediceros lynceus
Paroediceros lynceus är en kräftdjursart som först beskrevs av Michael Sars 1858.  Paroediceros lynceus ingår i släktet Paroediceros och familjen Oedicerotidae. Inga underarter finns listade i Catalogue of Life.